# Никольский сельсовет (Пензенская область)
Никольский сельсовет — сельское поселение в Кузнецком районе Пензенской области Российской Федерации.
Административный центр — село Никольское.

## История
Статус и границы сельского поселения установлены Законом Пензенской области от 2 ноября 2004 года № 690-ЗПО «О границах муниципальных образований Пензенской области».

## Население
| 2002  | 2010  | 2012  | 2013  | 2014  | 2015  | 2016  |
| ----- | ----- | ----- | ----- | ----- | ----- | ----- |
| 1481  | ↗1590 | ↘1585 | ↘1576 | ↘1563 | ↗1576 | ↗1578 |
| 2017  | 2018  | 2021  |       |       |       |       |
| ↘1545 | ↘1514 | ↘1513 |       |       |       |       |

## Состав сельского поселения
| № | Населённый пункт | Тип населённого пункта       | Население |
| - | ---------------- | ---------------------------- | --------- |
| 1 | Никольское       | село, административный центр | ↘1513     |